# Nordstrand (Oslo)
Pour l'île en Allemagne, voir Nordstrand.
Nordstrand est un quartier (Bydel) de la ville d’Oslo en Norvège.